# Yevgueni Alioshin
Yevgueni Yúrievich Alioshin –en ruso, Евгений Юрьевич Алёшин– (Gorki, URSS, 4 de mayo de 1979) es un deportista ruso que compitió en natación, especialista en el estilo espalda.
Ganó una medalla de bronce en el Campeonato Mundial de Natación en Piscina Corta de 2002, una medalla de oro en el Campeonato Europeo de Natación de 2002 y dos medallas de bronce en el Campeonato Europeo de Natación en Piscina Corta, en los años 2004 y 2009.

## Palmarés internacional
| Campeonato Mundial en Piscina Corta | Campeonato Mundial en Piscina Corta | Campeonato Mundial en Piscina Corta | Campeonato Mundial en Piscina Corta |
| Año                                 | Lugar                               | Medalla                             | Prueba                              |
| ----------------------------------- | ----------------------------------- | ----------------------------------- | ----------------------------------- |
| 2002                                | Moscú (Rusia)                       | Medalla de bronce                   | 4 × 100 m estilos                   |
| Campeonato Europeo                  |                                     |                                     |                                     |
| Año                                 | Lugar                               | Medalla                             | Prueba                              |
| 2002                                | Berlín (Alemania)                   | Medalla de oro                      | 4 × 100 m estilos                   |
| Campeonato Europeo en Piscina Corta |                                     |                                     |                                     |
| Año                                 | Lugar                               | Medalla                             | Prueba                              |
| 2004                                | Viena (Austria)                     | Medalla de bronce                   | 200 m espalda                       |
| 2009                                | Estambul (Turquía)                  | Medalla de bronce                   | 200 m espalda                       |